# Siegfried Bärsch
Siegfried Bärsch (* 14. Februar 1920 in Frankenberg/Sa.; † 1. September 2008 in Köln) war ein deutscher Arzt und Politiker (SPD). Von 1949 bis 1961 war er Mitglied des Deutschen Bundestages.

## Leben
Nach dem Abitur 1938 und dem Reichsarbeitsdienst studierte Bärsch ab 1940 (im Zweiten Weltkrieg) an der Martin-Luther-Universität Halle-Wittenberg und der Universität Leipzig Medizin. Als Kriegsstudent wurde er mehrfach bei der Wehrmacht dienstverpflichtet. Er war ab 1945 an der Hautklinik vom Universitätsklinikum Halle tätig und wurde 1946 in Halle zum Dr. med. promoviert. 1948 floh er aus der Sowjetischen Besatzungszone nach Westdeutschland. In Bremen eröffnete er eine Arztpraxis. Nebenberuflich war er seit 1948 Redakteur einer politischen Wochenzeitung in Bremen.
Bärsch war 1945 in Halle (Saale) der Sozialdemokratischen Partei Deutschlands beigetreten und als Gegner der Zwangsvereinigung von SPD und KPD zur SED 1946 wieder ausgeschieden. Seit 1948 in der SPD Bremen, wurde er 1949 zum stellvertretenden Landesvorsitzenden gewählt. Im Bundestagswahlkreis Bremen-West gewann er bei der (ersten) Bundestagswahl 1949 ein Direktmandat. Bei der Bundestagswahl 1953 und der Bundestagswahl 1957 konnte er es verteidigen. Nach seinem Ausscheiden aus dem Bundestag 1961 wandte sich wieder der Medizin zu und eröffnete in Köln eine neue Arztpraxis. Bei seinem Tod im Jahr 2008 war er der letzte noch lebende 1949 gewählte Bundestagsabgeordnete.